# Liste der Kulturdenkmäler in Minden (Sauer)
In der Liste der Kulturdenkmäler in Minden sind alle Kulturdenkmäler der rheinland-pfälzischen Ortsgemeinde Minden aufgeführt. Grundlage ist die Denkmalliste des Landes Rheinland-Pfalz (Stand: 27. Juni 2022).

## Einzeldenkmäler
| Bezeichnung                            | Lage                                       | Baujahr         | Beschreibung                                                                         | Bild                           |
| -------------------------------------- | ------------------------------------------ | --------------- | ------------------------------------------------------------------------------------ | ------------------------------ |
| Tür                                    | Echternacher Straße, an Nr. 12 Lage        | 1908            | Türblatt, vom Jugendstil beeinflusster Späthistorismus, bezeichnet 1908              | BW                             |
| Wegekreuz                              | Echternacher Straße, gegenüber Nr. 13 Lage | 1747            | Schaftkreuz, bezeichnet 1747                                                         | Fotos hochladen                |
| Katholische Filialkirche St. Silvester | Hauptstraße Lage                           | 12. Jahrhundert | romanischer Saalbau mit Chorturm, 12. Jahrhundert, Umbauten bezeichnet 1614 und 1717 | weitere Bilder Fotos hochladen |
| Wohnhaus                               | Hauptstraße 5a Lage                        | 1776            | vierachsiges Wohnhaus, bezeichnet 1776                                               | BW                             |